# Kostanjevica na Krki (plaats)
Kostanjevica na Krki (Duits: Landstraß an der Gurk) is een stad in Slovenië en maakt deel uit van de Sloveense gemeente Kostanjevica na Krki in de NUTS-3-regio Spodnjeposavska. De plaats telde 689 inwoners op 1 januari 2020. Het centrum ligt op een eiland. Grotendeels wordt dit gevormd door een meander in de rivier Krka, maar het heeft ook een kunstmatige begrenzing in de vorm van een in de 13e eeuw gegraven zijkanaal.
In 1234 werd het, aan de rand van de stad gelegen, franciscanenklooster gebouwd door graaf Bernhard von Spanheim. Het was enkele eeuwen het culturele centrum van de Dolenjska-regio. Tegenwoordig huisvest het gebouw een grote moderne kunstcollectie.